# Jarosław Filczakow
Jarosław Ołeksandrowycz Filczakow (ukr. Ярослав Олександрович Фільчаков; ur. 13 października 1995) – ukraiński zapaśnik startujący w stylu wolnym. Brązowy medalista mistrzostw świata w 2022 i 2023. Wicemistrz Europy w 2023 i trzeci w 2024. Dziesiąty w indywidualnym Pucharze Świata w 2020. Siódmy w Pucharze Świata w 2016. 
Drugi na ME U-23 w 2018 i trzeci w 2016. Mistrz Ukrainy w 2016 roku.